# Chiesa del Sacro Cuore di Gesù (Tan Dinh)
La chiesa del Sacro Cuore di Gesù (Nhà thờ Thánh Tâm Chúa Giêsu in vietnamita) è una chiesa cattolica della città di Ho Chi Minh, già Saigon, in Vietnam, situata nel quartiere di Tan Dinh. Dipende dall'arcidiocesi di Ho Chi Minh.

## Storia
La chiesa venne eretta in epoca coloniale, tra il 1870 e il 1876, nel quartiere di Tan Dinh. All'epoca della costruzione il quartiere era prevalentemente abitato da vietnamiti convertiti al cattolicesimo ed era separato dal centro della città da via Richaud. L'aggiunta del campanile frontale risale al 1929.
Le spoglie di Donatien Éveillard (1835-1883), missionario della Società per le missioni estere di Parigi a cui si deve la costruzione del luogo di culto riposano davanti all'altare della Vergine.

## Descrizione
L'edificio presenta uno stile neoromanico. Il campanile, alto 52,60 metri, è sormontato da un tetto ottagonale coronato da una croce di bronzo alta 3 metri. Nella torre ci sono 5 campane del peso di 5,5 tonnellate.
Si tratta della più grande chiesa di Ho Chi Minh dopo la cattedrale di Notre-Dame di Saigon.